# 法索瓦 (沃洛達爾西克-沃林西基區)
50°37′13″N 28°37′47″E / 50.62028°N 28.62972°E
法索瓦（烏克蘭語：Фасова），是烏克蘭北部的村莊，隸屬日托米爾州的日托米爾區。該村始建於1564年，面積1.21平方公里，2001年人口372，人口密度每平方公里308.2人。